# Rađevići (Czarnogóra)
Rađevići (cyr. Рађевићи) – wieś w Czarnogórze, w gminie Pljevlja. W 2011 roku liczyła 63 mieszkańców.